# Список министров здравоохранения Итальянской Республики
Настоящий список включает имена всех министров здравоохранения со времени учреждения должности до 2001 года, когда было изменено её наименование:
| Министр | Партия        | Фото                              | Срок полномочий                   | Правительство                        |
| --- | ------------- | --------------------------------- | --------------------------------- | ------------------------------------ |
| Министр здравоохранения (Ministro della Sanità)                                                                        |               |                                   |                                   |                                      |
| Винченцо Мональди | ХДП           |                                   | 14 августа 1958 — 15 февраля 1959 | Правительство Фанфани (второе)       |
| Камилло Джардина | ХДП           |                                   | 15 февраля 1959 — 23 марта 1960   | Правительство Сеньи (второе)         |
| Камилло Джардина | ХДП           | 25 марта 1960 — 26 июля 1960      | Правительство Тамброни            |                                      |
| Камилло Джардина | ХДП           | 26 июля 1960 — 21 февраля 1962    | Правительство Фанфани (третье)    |                                      |
| Анджело Раффаэле Ерволино                                                                                              | ХДП           |                                   | 21 февраля 1962 — 21 июня 1963    | Правительство Фанфани (четвёртое)    |
| Анджело Раффаэле Ерволино                                                                                              | ХДП           | 21 июня 1963 — 4 декабря 1963     | Правительство Леоне (первое)      |                                      |
| Джакомо Манчини | ИСП           |                                   | 4 декабря 1963 — 22 июля 1964     | Правительство Моро (первое)          |
| Луиджи Мариотти | ИСП           |                                   | 22 июля 1964 — 23 февраля 1966    | Правительство Моро (второе)          |
| Луиджи Мариотти | ИСП           | 23 февраля 1966 — 24 июня 1968    | Правительство Моро (третье)       |                                      |
| Дзелиоли-Ланцини, Эннио                                                                                                | ХДП           |                                   | 24 июня 1968 — 12 декабря 1968    | Правительство Леоне (второе)         |
| Камилло Рипамонти | ХДП           |                                   | 12 декабря 1968 — 5 августа 1969  | Правительство Румора (первое)        |
| Камилло Рипамонти | ХДП           | 5 августа 1969 — 23 марта 1970    | Правительство Румора (второе)     |                                      |
| Луиджи Мариотти | ИСП           |                                   | 27 марта 1970 — 6 августа 1970    | Правительство Румора (третье)        |
| Луиджи Мариотти | ИСП           | 6 августа 1970 — 17 февраля 1972  | Правительство Коломбо             |                                      |
| Вальсекки, Атос | ХДП           |                                   | 17 февраля 1972 — 26 июня 1972    | Правительство Андреотти (первое)     |
| Гаспари, Ремо | ХДП           |                                   | 26 июля 1972 — 7 июля 1973        | Правительство Андреотти (второе)     |
| Гуи, Луиджи | ХДП           |                                   | 7 июля 1973 — 14 марта 1974       | Правительство Румора (четвёртое)     |
| Коломбо, Витторио | ХДП           |                                   | 14 марта 1974 — 23 ноября 1974    | Правительство Румора (пятое)         |
| Гуллотти, Антонино Пьетро                                                                                              | ХДП           |                                   | 23 ноября 1974 — 12 февраля 1976  | Правительство Моро (четвёртое)       |
| Даль Фалько, Лучано | ХДП           |                                   | 12 февраля 1976 — 29 июля 1976    | Правительство Моро (пятое)           |
| Даль Фалько, Лучано | ХДП           | 29 июля 1976 — 11 марта 1978      | Правительство Андреотти (третье)  |                                      |
| Тина Ансельми | ХДП           |                                   | 11 марта 1978 — 20 марта 1979     | Правительство Андреотти (четвёртое)  |
| Тина Ансельми | ХДП           | 20 марта 1979 — 4 августа 1979    | Правительство Андреотти (пятое)   |                                      |
| Ренато Альтиссимо | ИЛП           |                                   | 4 августа 1979 — 4 апреля 1980    | Правительство Коссиги (первое)       |
| Аниази, Альдо | ИСП           |                                   | 4 апреля 1980 — 18 октября 1980   | Правительство Коссиги (второе)       |
| Аниази, Альдо | ИСП           | 18 октября 1980 — 26 июня 1981    | Правительство Форлани             |                                      |
| Ренато Альтиссимо | ИЛП           |                                   | 28 июня 1981 — 23 августа 1982    | Правительство Спадолини (первое)     |
| Ренато Альтиссимо | ИЛП           | 23 августа 1982 — 1 декабря 1982  | Правительство Спадолини (второе)  |                                      |
| Ренато Альтиссимо | ИЛП           | 1 декабря 1982 — 4 августа 1983   | Правительство Фанфани (пятое)     |                                      |
| Деган, Костанте | ХДП           |                                   | 4 августа 1983 — 1 августа 1986   | Правительство Кракси (первое)        |
| Донат-Каттин, Карло | ХДП           |                                   | 1 августа 1986 — 17 апреля 1987   | Правительство Кракси (второе)        |
| Донат-Каттин, Карло | ХДП           | 17 апреля 1987 — 28 июля 1987     | Правительство Фанфани (шестое)    |                                      |
| Донат-Каттин, Карло | ХДП           | 28 июля 1987 — 13 апреля 1988     | Правительство Гориа               |                                      |
| Донат-Каттин, Карло | ХДП           | 13 апреля 1988 — 22 июля 1989     | Правительство Де Мита             |                                      |
| Де Лоренцо, Франческо                                                                                                  | ИЛП           |                                   | 22 июля 1989 — 12 апреля 1991     | Правительство Андреотти (шестое)     |
| Де Лоренцо, Франческо                                                                                                  | ИЛП           | 12 апреля 1991 — 28 июня 1992     | Правительство Андреотти (седьмое) |                                      |
| Де Лоренцо, Франческо                                                                                                  | ИЛП           | 28 июня 1992 — 21 февраля 1993    | Правительство Амато (первое)      |                                      |
| Коста, Раффаэле | ИЛП           |                                   | Правительство Амато (первое)      | 21 февраля 1993 — 28 апреля 1993     |
| Гаравалья, Мария Пия                                                                                                   | ХДП           |                                   | 28 апреля 1993 — 10 мая 1994      | Правительство Чампи                  |
| Коста, Раффаэле | ВИ            |                                   | 10 мая 1994 — 17 января 1995      | Правительство Берлускони (первое)    |
| Гуццанти, Элио | Независимый   |                                   | 17 января 1995 — 17 мая 1996      | Правительство Дини                   |
| Бинди, Рози | ИНП           |                                   | 17 мая 1996 — 21 октября 1998     | Правительство Проди (первое)         |
| Бинди, Рози | ИНП           | 21 октября 1998 — 22 декабря 1999 | Правительство Д’Алема (первое)    |                                      |
| Бинди, Рози | ИНП           | 22 декабря 1999 — 25 апреля 2000  | Правительство Д’Алема (второе)    |                                      |
| Веронези, Умберто | Независимый   |                                   | 25 апреля 2000 — 11 июня 2001     | Правительство Амато (второе)         |
| Министр здоровья (Ministro della Salute)                                                                               |               |                                   |                                   |                                      |
| Сиркья, Джироламо | ВИ            |                                   | 11 июня 2001 — 23 апреля 2005     | Правительство Берлускони (второе)    |
| Стораче, Франческо | НА            |                                   | 23 апреля 2005 — 10 марта 2006    | Правительство Берлускони (третье)    |
| Сильвио Берлускони | ВИ            |                                   | 10 марта 2006 — 17 мая 2006       |                                      |
| Турко, Ливия | ЛД / ДП       |                                   | 17 мая 2006 — 8 мая 2008          | Правительство Проди (второе)         |
| Поглощено Министерством труда, здоровья и социальной политики во главе с Маурицио Саккони 8 мая 2008 — 13 декабря 2009 |               |                                   |                                   |                                      |
| Министр здоровья (Ministro della Salute)                                                                               |               |                                   |                                   |                                      |
| Фацио, Ферруччо | НС            |                                   | 15 декабря 2009 — 16 ноября 2011  | Правительство Берлускони (четвёртое) |
| Бальдуцци, Ренато | Независимый   |                                   | 16 ноября 2011 — 28 апреля 2013   | Правительство Монти                  |
| Лоренцин, Беатриче | НС / НПЦ / НА |                                   | 28 апреля 2013 — 22 февраля 2014  | Правительство Летта                  |
| Лоренцин, Беатриче | НС / НПЦ / НА | 22 февраля 2014 — 12 декабря 2016 | Правительство Ренци               |                                      |
| Лоренцин, Беатриче | НС / НПЦ / НА | 12 декабря 2016 — 1 июня 2018     | Правительство Джентилони          |                                      |
| Джулия Грилло | Д5З           |                                   | 1 июня 2018 — 5 сентября 2019     | Правительство Конте (первое)         |
| Роберто Сперанца | ПС            |                                   | 5 сентября 2019 — 13 февраля 2021 | Правительство Конте (второе)         |
| Роберто Сперанца | ПС            | 13 февраля 2021 — 22 октября 2022 | Правительство Драги               |                                      |
| Орацио Скиллачи | Независимый   |                                   | с 22 октября 2022                 | Правительство Мелони                 |